# 胡格斯霍夫灣
胡格斯霍夫灣（英語：Hugershoff Cove），是南極洲的海灣，位於劉易斯島和艾瑪島以南2公里，處於博普雷灣西北面4公里，由比利時探險隊繪入地圖，現時由南極條約體系管理。